# Llista de participants al Tour de França de 1937
En el Tour de França de 1937 els ciclistes foren dividits en dues categories: els equips nacionals i els touriste-routiers.
L'equip italià, que havia estat absent en el Tour de França de 1936, va tornar a competir-hi el 1937, després que Benito Mussolini retirés el boicot al Tour. Itàlia es va presentar amb Gino Bartali, vencedor del Giro d'Itàlia de 1936 i 1937, com a líder de l'equip. L'equip italià, així com el belga, alemany i francès estava compost per 10 ciclistes. A més hi havia equips nacionals formats per sis ciclistes: l'espanyol, neerlandès, luxemburguès i suís; i un darrer equip nacional, Regne Unit-Canadà, formant per tan sols tres ciclistes, dos britànics i un canadenc.
Roger Lapébie formava part de l'equip nacional francès. Lapébie havia tingut males relacions amb Desgrange i això havia fet que no formés part de l'equip francès per l'edició de 1935, edició que va córrer com a individual, i que el 1936 no disputés el Tour. El 1937 Desgrange havia fet un pas enrere en la direcció del Tour i Lapébie va tornar a disputar-lo. Un mes abans de començar el Tour Lapébie havia estat operat d'una hèrnia lumbar, amb la qual cosa hi havia dubtes sobre el seu estat de forma.
Finalment hi havia la categoria "individual", en què van participar 31 ciclistes, els quals havien de responsabilitat-se de la seva alimentació i allotjament.

## Llista de participants
| Llegenda                 | Llegenda | Llegenda              | Llegenda                                                                                         |
| ------------------------ | --- | --------------------- | ------------------------------------------------------------------------------------------------ |
| #                        | Dorsal de sortida que du el ciclista al Tour                                                                | Pos.                  | Posició final a la classificació general                                                         |
| Mallot groc              | Vencedor de la classificació general                                                                        | Mallot de la muntanya | Vencedor de la classificació de la muntanya                                                      |
| Mallot verd              | Vencedor de la classificació per punts                                                                      | Mallot blanc          | Vencedor de la classificació dels joves                                                          |
| classificació per equips | Vencedor de la classificació per equips                                                                     | Combativitat          | Vencedor de la combativitat                                                                      |
| NP                       | Indica un ciclista que no ha pres la sortida en una etapa, seguit del número de l'etapa en què s'ha retirat | AB                    | Indica un ciclista que no ha finalitzat una etapa, seguit del número d'etapa en què s'ha retirat |
| HD                       | Indica un ciclista que ha finalitzat una etapa fora de control, seguit del número d'etapa                   | EX                    | Corredor exclòs per no respectar el reglament                                                    |
| *                        | Indica un corredor que lluita pel mallot blanc                                                              |                       |                                                                                                  |

### Equips nacionals
| Bèlgica | Bèlgica            | Bèlgica |
| Núm.    | Ciclista           | Pos     |
| ------- | ------------------ | ------- |
| 1       | Sylvère Maes       | NP-17   |
| 2       | Félicien Vervaecke | NP-17   |
| 3       | Albert Hendrickx   | AB-6    |
| 4       | Robert Wierinckx   | NP-17   |
| 5       | Hubert Deltour     | NP-17   |
| 6       | Albertin Disseaux  | NP-17   |
| 7       | Gustave Danneels   | NP-17   |
| 8       | Jules Lowie        | NP-17   |
| 9       | Marcel Kint        | NP-17   |
| 10      | Éloi Meulenberg    | NP-17   |

| Itàlia | Itàlia            | Itàlia |
| Núm.   | Ciclista          | Pos    |
| ------ | ----------------- | ------ |
| 11     | Gino Bartali      | AB-12  |
| 12     | Jules Rossi       | AB-8   |
| 13     | Giuseppe Martano  | 24     |
| 14     | Marco Cimatti     | AB-5c  |
| 15     | Glauco Servadei   | AB-2   |
| 16     | Carlo Romanatti   | 36     |
| 17     | Walter Generati   | AB-5c  |
| 18     | Augusto Introzzi  | 26     |
| 19     | Giovanni Valetti  | AB-2   |
| 20     | Francesco Camusso | 4      |

| Alemanya | Alemanya                | Alemanya |
| Núm.     | Ciclista                | Pos      |
| -------- | ----------------------- | -------- |
| 21       | Oskar Thierbach         | 14       |
| 22       | Ludwig Geyer            | 28       |
| 23       | Otto Weckerling         | 41       |
| 24       | Erich Bautz             | 9        |
| 25       | Heinrich Schultenjohann | AB-4     |
| 26       | Heinz Wengler           | 37       |
| 27       | Reinhold Wendel         | 45       |
| 28       | Hermann Schild          | AB-5c    |
| 29       | Willi Oberbeck          | AB-5c    |
| 30       | Herbert Hauswald        | 43       |

| França | França             | França |
| Núm.   | Ciclista           | Pos    |
| ------ | ------------------ | ------ |
| 31     | Paul Chocque       | 7      |
| 32     | Roger Lapébie      | 1      |
| 33     | René Le Grevès     | AB-9   |
| 34     | Emile Gamard       | 44     |
| 35     | Pierre Cloarec     | 32     |
| 36     | Maurice Archambaud | AB-7   |
| 37     | Georges Speicher   | AB-7   |
| 38     | Louis Thiétard     | AB-6   |
| 39     | Robert Tanneveau   | 21     |
| 40     | Sylvain Marcaillou | 5      |

| Espanya | Espanya           | Espanya |
| Núm.    | Ciclista          | Pos     |
| ------- | ----------------- | ------- |
| 41      | Marià Cañardo     | 30      |
| 42      | Julián Berrendero | 15      |
| 43      | Antonio Prior     | AB-11b  |
| 44      | Federico Ezquerra | AB-14c  |
| 45      | Rafael Ramos      | AB-11b  |
| 46      | Juan Gimeno       | AB-9    |

| Països Baixos | Països Baixos       | Països Baixos |
| Núm.          | Ciclista            | Pos           |
| ------------- | ------------------- | ------------- |
| 47            | Albert van Schendel | AB-10         |
| 48            | Theo Middelkamp     | AB-5c         |
| 49            | Antoon van Schendel | 33            |
| 50            | John Braspennincx   | AB-5a         |
| 51            | Gerrit van de Ruit  | AB-5c         |
| 52            | Piet van Nek        | AB-2          |

| Luxemburg | Luxemburg         | Luxemburg |
| Núm.      | Ciclista          | Pos       |
| --------- | ----------------- | --------- |
| 53        | Pierre Clemens    | AB-8      |
| 54        | Arsène Mersch     | 27        |
| 55        | Mathias Clemens   | AB-2      |
| 56        | Jean Majerus      | AB-8      |
| 57        | François Neuens   | 38        |
| 58        | Aloyse Klensch    | 46        |
| 59        | Robert Zimmermann | 31        |

| Suïssa | Suïssa         | Suïssa |
| Núm.   | Ciclista       | Pos    |
| ------ | -------------- | ------ |
| 60     | René Pedroli   | 39     |
| 61     | Leo Amberg     | 3      |
| 62     | Fritz Saladin  | AB-9   |
| 63     | Gottlieb Weber | AB-9   |
| 64     | Paul Egli      | 29     |

| Regne Unit | Regne Unit      | Regne Unit |
| Núm.       | Ciclista        | Pos        |
| ---------- | --------------- | ---------- |
| 65         | Charlie Holland | AB-14c     |
| 66         | Bill Burl       | AB-2       |
| 67         | Pierre Gachon   | AB-1       |

### Touriste-routier
| Touriste-routier | Touriste-routier    | Touriste-routier |
| Núm.             | Ciclista            | Pos              |
| ---------------- | ------------------- | ---------------- |
| 101              | Adolph Braeckeveldt | 22               |
| 102              | Gustaaf Deloor      | 16               |
| 103              | Herbert Muller      | 11               |
| 104              | Edward Vissers      | 6                |
| 105              | Edoardo Molinar     | AB-7             |
| 106              | Mario Vicini        | 2                |
| 107              | Settimio Simonini   | AB-9             |
| 108              | Ambrogio Morelli    | AB-2             |
| 109              | Pierre Allès        | AB-5a            |
| 110              | Pierre Cento        | AB-5a            |

| Touriste-routier | Touriste-routier  | Touriste-routier |
| Num.             | Ciclista          | Pos              |
| ---------------- | ----------------- | ---------------- |
| 111              | André Auville     | AB-5c            |
| 112              | André Bramard     | AB-8             |
| 113              | Maurice Cacheux   | AB-8             |
| 114              | Bruno Carini      | 42               |
| 115              | Victor Cosson     | 17               |
| 116              | Gabriel Dubois    | 34               |
| 117              | Sauveur Ducazeaux | 19               |
| 118              | Jean Fréchaut     | 10               |
| 119              | Fabien Galateau   | 25               |
| 120              | Pierre Gallien    | 8                |

| Touriste-routier | Touriste-routier   | Touriste-routier |
| Num.             | Ciclista           | Pos              |
| ---------------- | ------------------ | ---------------- |
| 121              | Jean-Marie Goasmat | 18               |
| 122              | Robert Godard      | AB-7             |
| 123              | Jean Goujon        | 35               |
| 124              | Marcel Laurent     | 13               |
| 125              | Raymond Lemarie    | 40               |
| 126              | Paul Maye          | AB-5a            |
| 127              | Robert Oubron      | 20               |
| 128              | Raymond Passat     | 12               |
| 129              | Henri Puppo        | 23               |
| 130              | Joseph Soffietti   | AB-5c            |
| 134              | Alphonse Antoine   | AB-15            |